# Валлелагі
Валлелагі (італ. Vallelaghi) — муніципалітет в Італії, у регіоні Трентіно-Альто-Адідже,  провінція Тренто. Муніципалітет утворено 1 січня 2016 року шляхом об'єднання муніципалітетів Падерньоне, Терлаго та Веццано.
Валлелагі розташоване на відстані близько 480 км на північ від Рима, 11 км на захід від Тренто.
Населення — 5036 осіб (2015).
Щорічний фестиваль відбувається останньої неділі жовтня. Покровитель — Madonna della Pace.

## Демографія
Населення за роками:

Станом на 1 січня 2023 року в муніципалітеті офіційно проживали 342 іноземці з 43 країн, серед них 141 громадянин країн Євросоюзу та 10 громадян України.

## Сусідні муніципалітети
- Мадруццо
- Тренто
- Андало
- Фай-делла-Паганелла
- Лавіс
- Мольвено
- Цамбана
- Сан-Лоренцо-ін-Банале